# 어벤더치커피
어벤더치커피(AVENDUTCH COFFEE)는 대한민국의 커피 체인점이다.